# Igor Guberman

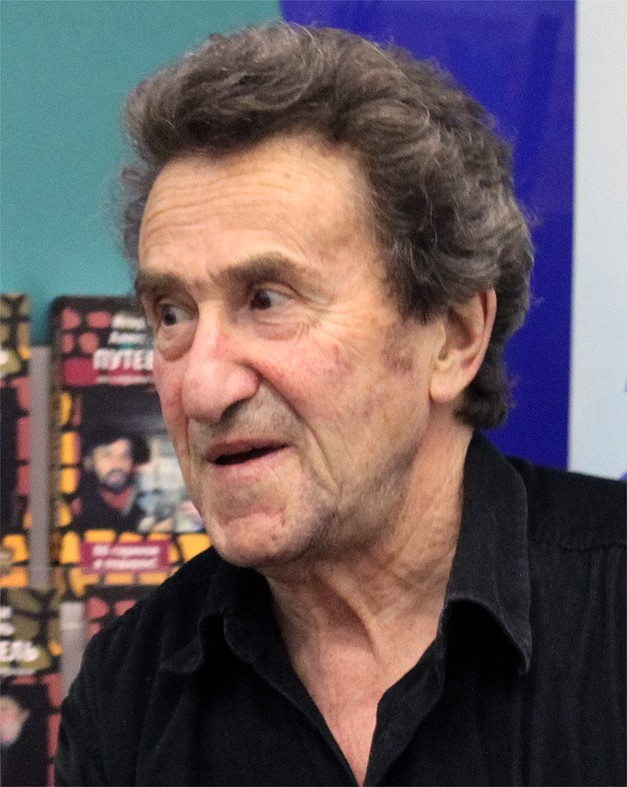
Igor Guberman

Igor Mironowicz Guberman (ur. 1936) – rosyjski poeta i prozaik pochodzenia żydowskiego, zwany „chuliganem rosyjskiej poezji”, doceniany jednak przez środowisko literackie w Rosji, a w tym przez jego krytykę literacką. Guberman znany jest na świecie głównie ze swoich aforyzmów, często obscenicznych, ale zawsze bardzo życiowych, które na podobieństwo do limeryków nazwał od jednego ze zdrobnień swojego imienia „garikami”.
Z wykształcenia jest inżynierem elektrykiem. Przez ponad dwadzieścia lat pracował w Baszkirii na kolei, początkowo jako maszynista elektrowozu. Debiutował w 1964 r. w prasie popularnonaukowej, pisząc artykuły i eseje o bionice, badaniach mózgu (poznane charakterystyki wykorzystano w biomimetyce), czy też o wybitnych uczonych.
Pod koniec lat 60. jego gariki zaczęły pojawiać się w „samizdacie” – rosyjskich wydawnictwach podziemnych. Na początku lat 70. podjął współpracę z podziemnym miesięcznikiem „Jawrei w SSSR” („Żydzi w ZSRR”), co sprawiło, że odtąd swoje oficjalne książki i scenariusze filmów dokumentalnych musiał podpisywać pseudonimami (Igor Mironow, Mark Popowskij).
W 1979 r. jego, krążące dotąd w odpisach i przekazach ustnych, gariki zostały wydane w Izraelu. Spowodowało to jego aresztowanie, a następnie zesłanie na pięć lat na Syberię. Po powrocie do Moskwy został objęty zakazem zameldowania, oraz pracy innej niż fizyczna. Po dłuższej tułaczce przygarnął go wtedy Dawid Samojłow – rosyjski poeta i dysydent, mieszkający w estońskiej Parnawie (Paernu). Tego radzieckim władzom było już za wiele i w 1988 r. Igor Guberman został ekspatriowany z żoną do Izraela.
Obecnie Igor Guberman prowadzi w izraelskim radiu cykliczną audycję „Gołos Izraila”, pisuje do rosyjskojęzycznej prasy żydowskiej, a ze swoimi garikami objeżdża świat, przyciągając na swoje spotkania autorskie wielu Rosjan, którzy opuścili były ZSRR. Odwiedza także dzisiejszą Rosję, gdzie jego gariki stały się tak popularne, że w 1995 r. ukazały się jako piosenki na CD z muzyką M. Brenera. Dotychczasowy dorobek aforystyczny Gubermana liczy już kilka tomów wydań. Dostępny jest również w Inernecie.
Guberman jest także autorem dwóch powieści – „Progułki wokrug baraka” (Spacery wokół baraku) i „Sztrichi k portretu” (Szkice do portretu) oraz książki – wspomnień – „Pożiłyje zapiski” (Notatki starszego pana).
Do tej pory Igor Guberman napisał swoich garików ok. 10 tysięcy. Zdobyły one olbrzymią popularność nie tylko w Rosji, ale i w rosyjskiej diasporze na całym świecie. Już pierwsze wydania jego aforyzmów, jeszcze w czasach ZSRR zyskały wielką popularność, krążąc w licznych odpisach w wydawnictwach powielaczowych. Guberman ośmieszając, krytykował i obnażał wszystko – od prawdziwej natury związków damsko-męskich, po antysemityzm, czy, miniony już, radziecki totalitaryzm. Gariki wywołują na przemian: salwy śmiechu lub chwilę zadumy. Bywają czasem zwiewną piosneczką, a czasem, choć będąc równie krótkimi, potrafią wystarczyć za cały traktat filozoficzny.